# Sant Feliu de Fillols

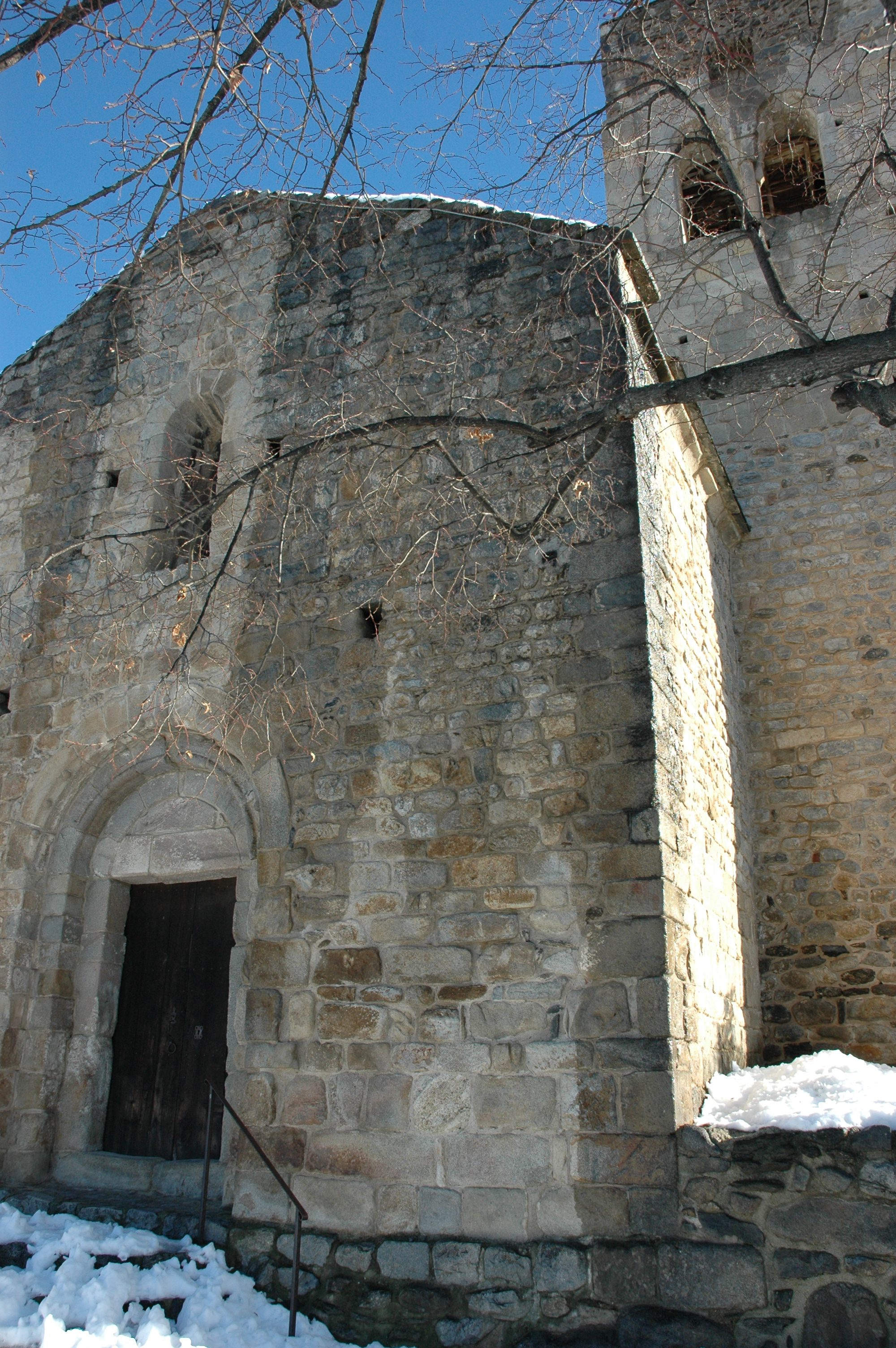
Façana occidental

Sant Feliu de Fillols és l'església antigament parroquial, romànica, del poble i terme de Fillols, de la comarca del Conflent, a la Catalunya del Nord.
Està situada en el mateix nucli de població de Fillols, a prop del seu extrem de ponent, al carrer de l'Església, davant de la plaça del poble.

## Història
Des del seu origen la parròquia estigué lligada a la canònica agustiniana de Santa Maria de Cornellà (1094), malgrat que el monestir de Cuixà tenia nombroses propietats al lloc. Els drets de la canònica foren ratificats l'any 1263 pel rei Jaume I i es mantingueren fins al segle xvi.

## Característiques

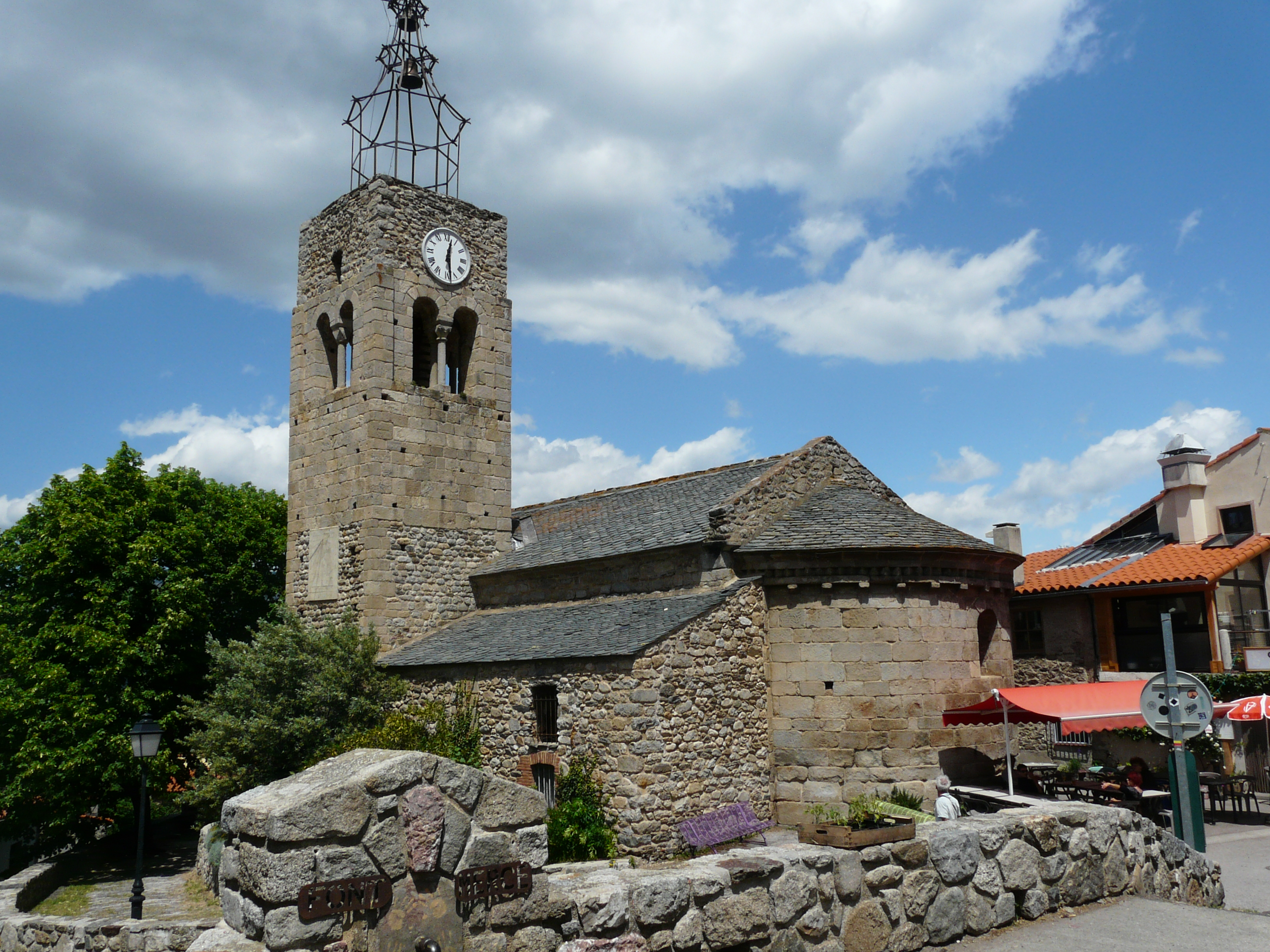
Absis i façana de migdia

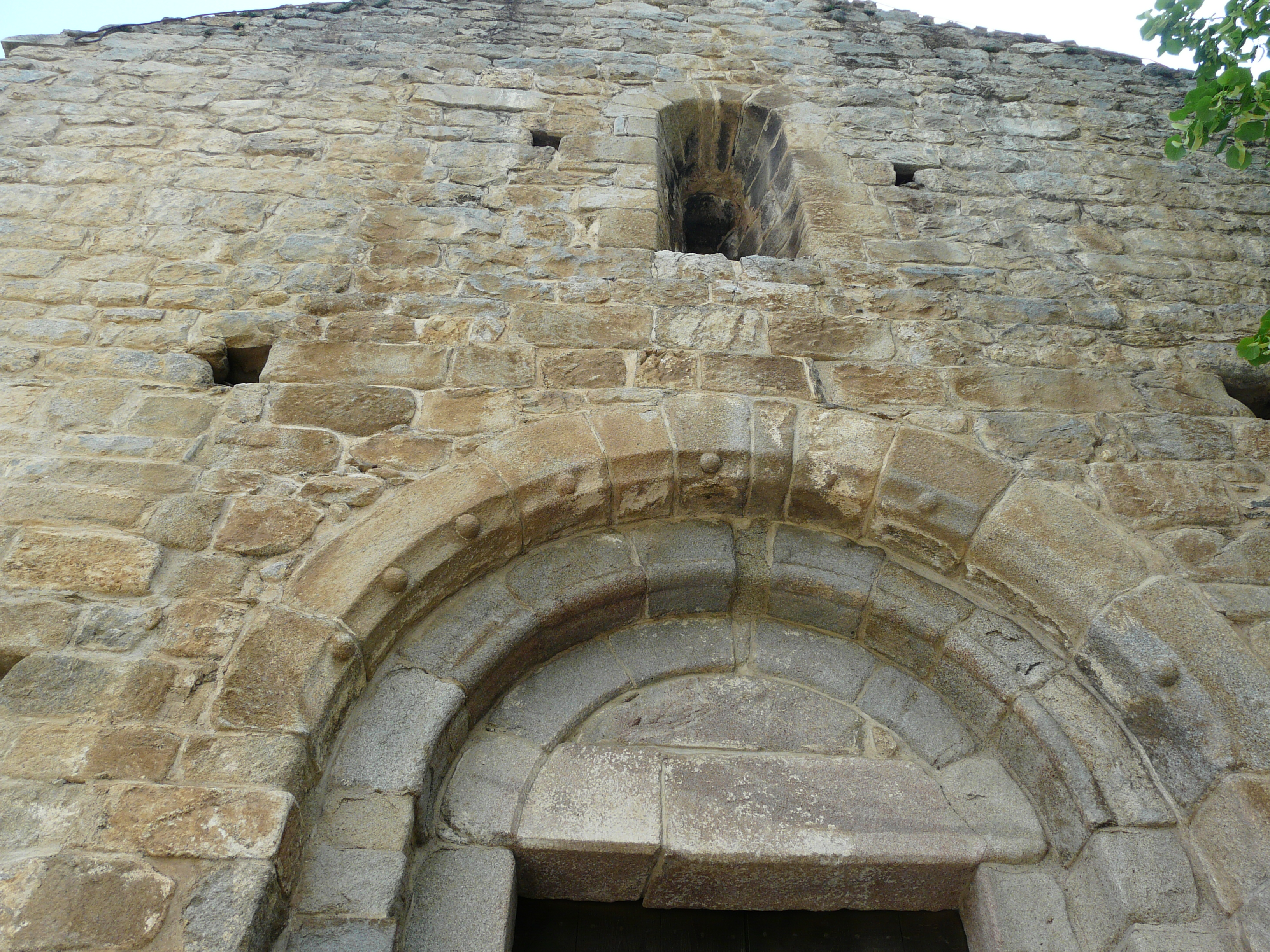
Detall de la façana occidental

Amb una sola nau, un absis de planta semicircular i un campanar de torre, l'església presenta una arquitectura pròpia del romànic evolucionat. La capella i la sagristia que hi ha al sector de migdia es van afegir en època tardana.

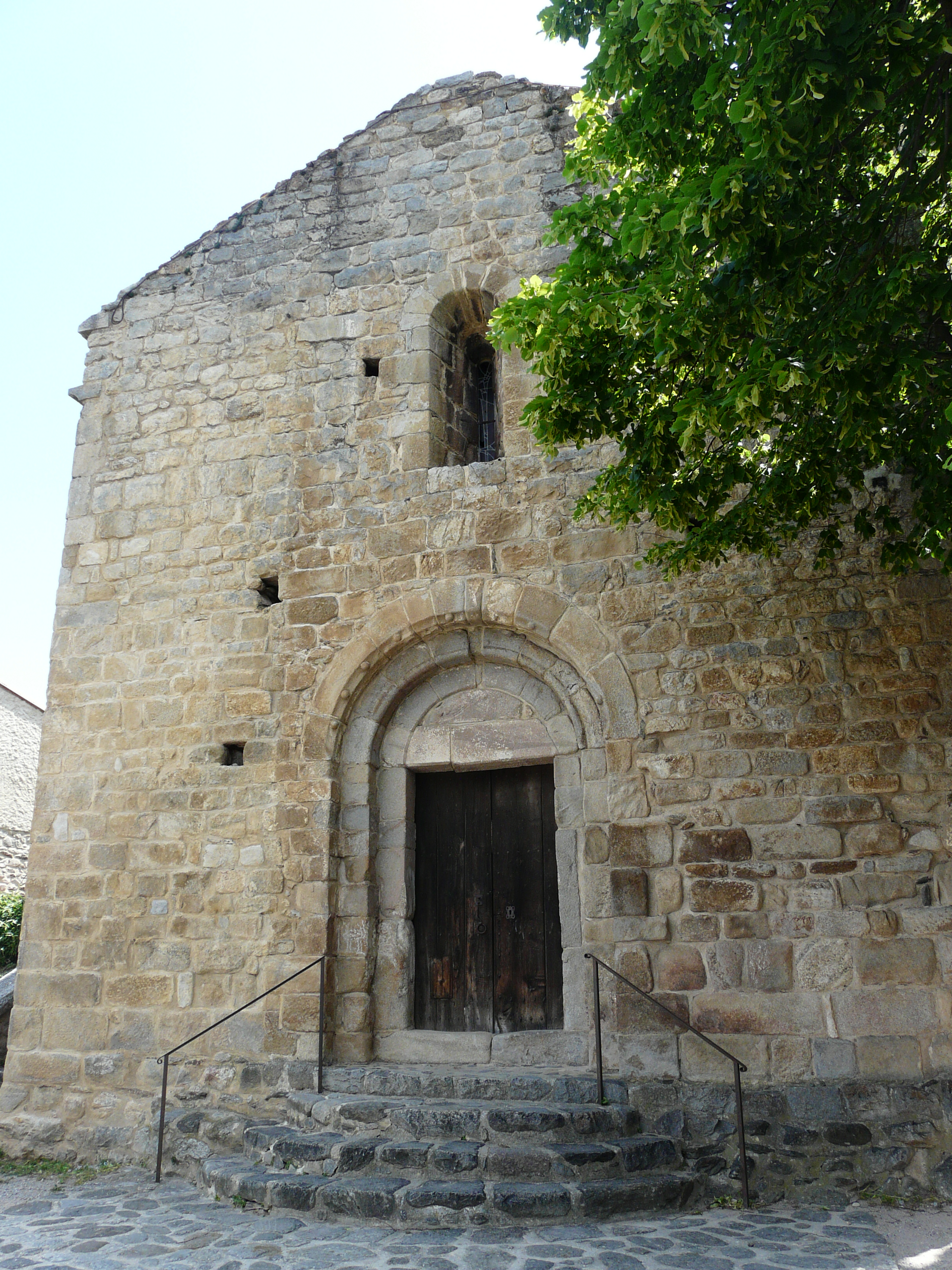
Façana occidental

A la façana principal, que s'obre a ponent, hi ha la porta d'entrada, composta per tres arcs de mig punt en gradació, amb llinda i timpà monolítics. Sobre els arcs hi ha diversos relleus esculpits. A sobre de la porta hi ha una finestra de doble esqueixada i arcs de mig punt, molt similar a la de la capçalera.
El campanar és una torre romànica que conserva uns 12 m d'alçada i presenta a cada façana una finestra geminada d'arc de mig punt, amb mainell i columna amb capitell de decoració esquemàtica. El darrer pis va ser afegit al segle xvii o al XVIII.
L'aparell de la façana principal i dels murs laterals, als espais que encara resta visible, es caracteritza per carreus escairats barroerament i disposats amb una certa regularitat, mentre que a les cantonades els carreus són més grans i més ben escairats. El mur de l'absis, en canvi, presenta un aparell forca més regular, de carreus grans i perfectament escairats. Cal datar el conjunt majoritàriament a la segona meitat del segle xii.